# Desgarro de Mallory-Weiss

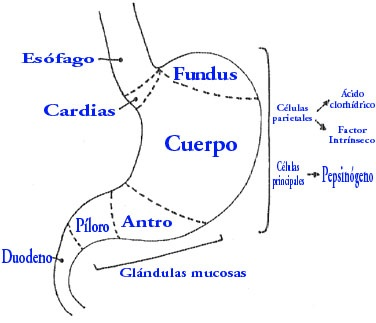
El cardias constituye el sector mas afectado por el desgarro.

En medicina, el desgarro de Mallory-Weiss o síndrome de Mallory-Weiss se refiere a laceraciones en la membrana mucosa del esófago, normalmente causados por hacer fuertes y prolongados esfuerzos para vomitar o toser. Puede aparecer con cierta frecuencia en el punto de unión entre el esófago y el estómago y puede acompañarse de sangrado.

## Historia
La enfermedad fue descrita por primera vez en 1929 por George Kenneth Mallory y Soma Weiss en 15 pacientes alcohólicos.

## Epidemiología
La incidencia de la enfermedad es aproximadamente cuatro casos por cada 100 000 personas, tiende a afectar más a los hombres que a las mujeres y puede aparecer a cualquier edad. El síndrome de Mallory-Weiss causa cerca del 5 % de las hemorragias de la parte alta del tracto gastrointestinal.

## Etiología
Los desgarros del esófago están cercanamente asociados a hábitos alcohólicos, desórdenes alimenticios y en algunas evidencias se demuestran la presencia de hernia de hiato como una condición predisponente. También pueden ser causados por convulsiones epilépticas. Puede estar asociado a la ingesta repetida de salicilatos, además puede afectar a fumadores habituales  de cannabis por el efecto de toser.

## Cuadro clínico
El síndrome de Mallory-Weiss se presenta frecuentemente como un episódio de vómitos con sangre (hematemesis) después de violentos intentos para vomitar y/o toser. Puede también ser notado como sangre en las heces llamada melena, con una ausente historia de vómito forzado. Raramente se presenta como una condición fatal.
Se denomina melena a la presencia de sangre en el tracto digestivo alto que se aprecia como deposiciones "alquitranosas" de muy mal olor.

## Diagnóstico

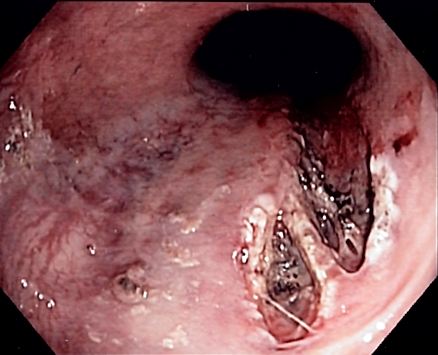
Imagen endoscópica de desgarro de Mallory-Weiss.

El diagnóstico definitivo se realiza con una endoscopía y rara vez es demostrable por radiología de rutina, aunque puede demostrarse con una angiografía después de una inyección de una sustancia de contraste.

## Tratamiento
En la mayoría de los casos, la hemorragia se detiene espontáneamente después de 24-48 horas y se espera una cicatrización en aproximadamente 10 días. El tratamiento quirúrgico y/o la endoscopía es a veces requerido para suturar o ligar una arteria sangrante. 
El tratamiento es normalmente efectivo, pero si la hemorragia persiste puede que sea necesaria una transfusión sanguínea o de hemoderivados. La terapia puede incluir cauterización, fotocoagulación endoscópica o inyección de epinefrina para detener la hemorragia durante el proceso de la endoscopía. Muy raramente se requiere la embolización de las arterias que proveen irrigación a la zona afectada con la finalidad de poner fin a la hemorragia.

## Complicaciones
Raramente, si el desgarre es de suficiente calibre, puede causar irritación del mediastino o un derrame de pleura, la membrana que recubre los pulmones, si se llegasen a escapar jugos gástricos.

## Prevención
Los trastornos que causen tos y vómitos deben ser tratados y aliviados para reducir el riesgo de un desgarro en el esófago. Se debe evitar el consumo de alcohol en exceso.